# Jordan EJ10
Der Jordan EJ10 war der Formel-1-Rennwagen von Jordan Mugen-Honda für die Saison 2000. Er stammte, im Gegensatz zum Vorjahresmodell Jordan 199, nicht vom Jordan 198 aus der Formel-1-Saison 1998 ab, sondern war eine völlige Neuentwicklung. Das neue Kürzel EJ10 war zudem sowohl eine Anspielung auf die Initialen des Teamgründers Eddie Jordan als auch auf die zehnte Formel-1-Saison des Teams, das 1991 zum ersten Mal startete.

## Technik und Entwicklung

### Technische Leitung
Der technische Direktor für die Entwicklung war Mike Gascoyne. Ihm unterstanden Tim Holloway für die Konstruktion sowie John Iley für die aerodynamische Form des Wagens.

### Motor
Motor war der MF-301HE-V10-Saugmotor von Mugen-Honda mit einem Hubraum von 2998 cm³ und einem Zylinderbankwinkel von 72°, der laut Mugen-Besitzer Hirotoshi Honda zum größten Teil auf der Vorjahresversion basierte. Er war 615 mm lang, 520 mm breit, 395 mm hoch und wog 115 kg. Jeder einzelne Zylinder hatte vier Ventile, was einer Gesamtzahl von vierzig Ventilen entspricht. Der Motor leistete im Qualifying-Modus bei 17.400/min 596 kW (810 PS). Damit erreichte der Wagen bis zu 350 km/h. Um den Motor zu schonen, leistete er im Renn-Modus jedoch nur 566 kW (770 PS) bei einer Nenndrehzahl von 15.800/min. Ab dem Großen Preis von Großbritannien wurde das Modell MF-301HE B ausgeliefert, das rund zwanzig zusätzliche PS abgab. Als Einspritzsystem wurde das Honda PGM-F1-System verwendet, als Zündsystem das Honda PGM-IG. Während der Saison 2000 schloss Jordan einen Vertrag mit Honda, ab der Saison 2001 die Motoren direkt zu beziehen und nicht mehr wie seit 1998 über die Motorsportabteilung Mugen.

### Getriebe und Chassis
Das selbstentwickelte sequentielle elektro-hydraulische Halbautomatikgetriebe hatte sechs Gänge und wurde durch Überarbeitungen leichter als im Vorjahr. Im Vergleich zum Vorjahr wurde die Nase des Wagens verlängert und die Aerodynamikteile überarbeitet. Als Radaufhängung – dieses Jahr komplett neu entwickelt – wurde vorne sowie hinten eine Doppelquerlenkerachse mit Stabilisator, innenliegenden Federn und Stoßdämpfern, betätigt über Schubstangen, verwendet. Das Chassis war ein gepresstes Kompositmonocoque aus CFK, das zu Saisonbeginn Probleme mit der Legalität des Wagens verursachte. Laut anderen Teams sei die seitliche Form des Cockpits nicht regelkonform.

### Lieferanten
Wie schon im Vorjahr bezog das Team den Treibstoff sowie das Motoröl von Elf Aquitaine; die Bereifung kam von Bridgestone, die Bremsen von Brembo, die Radaufhängung von Penske, die Batterie des Wagens von FIAMM und die Zündkerzen von NGK Spark Plug.

## Renngeschichte

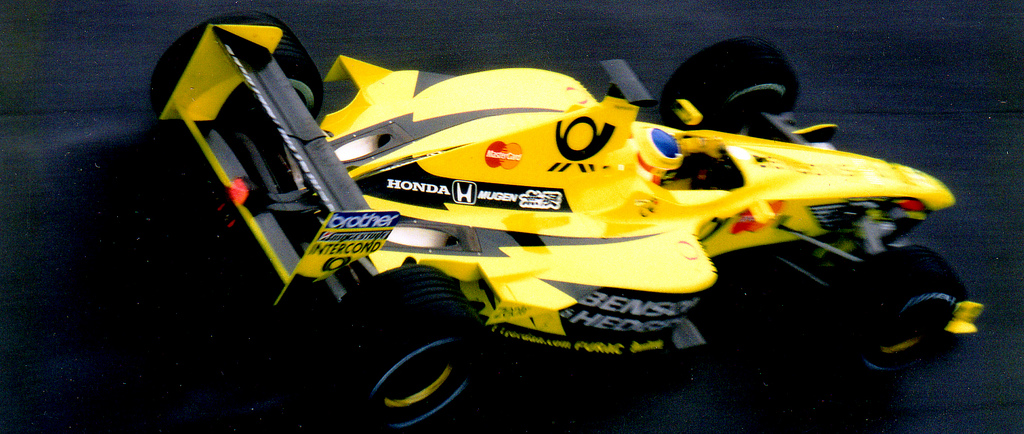
Jordan EJ10 von Jarno Trulli bei Testfahrten in Monza

Erstmals seit der Teamgründung im Jahr 1991 wurde die Namensreihenfolge geändert, um das zehnjährige Teamjubiläum zu feiern. Dank der erfolgreichen Saison 1999 verfügte Jordan Grand Prix nun über größere Geldmittel, die in die Konstruktion eines neuen Fahrzeugs investiert werden sollten. Ziel der Saison war es laut Eddie Jordan, weiterhin Rennsiege und Podiumsplätze einzufahren sowie Ferrari und McLaren „um ihr Geld kämpfen zu lassen“. Der Wagen wurde am 31. Januar 2000 in Theatre Royal Drury Lane in London der Weltöffentlichkeit präsentiert. Laut Mike Gascoyne war der EJ10 mehr eine Evolution des 199 als ein völlig neuer Wagen.
Trotz dieser großen Erwartungen erwies sich das Auto als ungeeignet für konstante Ergebnisse. Zwar war der EJ10 schnell und konnte um die Spitze mitfahren, jedoch verursachte insbesondere die Elektronik Probleme, was viele Ausfälle in vielversprechenden Positionen zur Folge hatte. Außerdem litt er in der ersten Saisonhälfte unter starkem Reifenverschleiß, was mit dem Evolutionsmodell EJ10B behoben wurde. Von insgesamt 34 möglichen Zielankünften erreichte Jordan nur 15, im Vorjahr erreichte der Wagen bei 32 Starts noch 20 Mal das Ziel. Beim Großen Preis von Australien und dem Großen Preis von Monaco fuhr Frentzen lange mit Aussicht auf einen Platz unter den ersten drei, fiel jedoch mit technischen Schwierigkeiten aus. Auch beim Großen Preis von Deutschland, der wenige Runden vor Schluss durch einen Wolkenbruch eine unerwartete Wendung erhielt, schied Frentzen mit Elektronikproblemen aus. Hier hätte er dem weiteren Rennverlauf folgend sogar die Führung übernehmen können. In Brasilien und in den Vereinigten Staaten erreichte Frentzen jedoch noch den dritten Platz. Das hatte zur Folge, dass Jordan nach der außergewöhnlich guten Saison 1999 in große Ernüchterung zurückkehrte, da man mit insgesamt siebzehn Punkten am Jahresende hinter die konkurrierenden Benetton, BAR und Williams-Fahrzeuge zurückgefallen war und den sechsten Platz bei den Konstrukteuren belegte. In der Fahrermeisterschaft lag Frentzen im Gegensatz zu Platz drei im Vorjahr nur noch auf Rang neun, gefolgt von Teamkollege Trulli auf Platz zehn.
Mit Saisonende verließ der technische Direktor Mike Gascoyne das Team, um sich Benetton anzuschließen. Schon während der laufenden Saison wurde er freigestellt, nachdem er Eddie Jordan den Wechselwunsch mitgeteilt hatte.

## Lackierung und Sponsoring
Die Grundfarbe des Autos war wie schon in den Vorjahren Gelb; Front- und Heckflügel, T-Cam sowie Seitenkästen waren schwarz. Hauptsponsor blieb die Tabakmarke Benson & Hedges, die auf beiden Flügeln, der Nase, den Seitenkästen und auf den Fahrerhelmen warb. Weitere Sponsoren waren das Kreditkartenunternehmen Mastercard, die Deutsche Post, Motorenlieferant Mugen-Honda sowie einige kleine Sponsoren.
Bei den Rennen in Großbritannien, Frankreich und den Vereinigten Staaten musste auf die Tabakwerbung verzichtet werden. Stattdessen wurde auf den Plätzen der Logos der Schriftzug Benson & Hedges durch „Buzzin' Hornets“ (engl. für „Summende Hornissen“) ersetzt. Das war sowohl eine Anspielung an die gelb-schwarze Lackierung des Wagens, die an den gelb-schwarz gestreiften Körper von Hornissen erinnerte, als auch an die stilisierte Zeichnung einer Hornisse, welche die Seiten der Fahrzeugnase zierte.

## Fahrer
Zur Saison 2000 rückte Heinz-Harald Frentzen zum ersten Fahrer auf, er bekam die Startnummer fünf. Nach dem Rücktritt von Damon Hill kam der Italiener Jarno Trulli als zweiter Fahrer ins Team und startete mit der Nummer sechs. Trulli fuhr in der vorherigen Saison für Prost Grand Prix. Testfahrer war wie schon im Vorjahr der Tscheche Tomáš Enge. Beim Endergebnis setzte sich Frentzen mit zwei dritten Plätzen sowie drei sechsten Plätzen gegen Jarno Trulli, der drei sechste Plätze und einen vierten Platz erreichen konnte, durch. Auch das teaminterne Duell um Punkte gewann Frentzen mit elf zu Trullis sechs.

## EJ10B
Ab dem Rennwochenende in Deutschland wurde für den Rest der Saison ein weiterentwickelter Wagen mit der Bezeichnung EJ10B eingesetzt. Ursprünglich sollten die neuen Wagen schon beim Großen Preis von Österreich fahren; der Einsatz wurde aber vertagt.

## Sonstiges
Im November 2000 veröffentlichte Jordan Grand Prix den Energydrink EJ-10, der nach dem Fahrzeug benannt wurde. Er sollte einen „subtileren“ Energieschub geben als die Konkurrenzprodukte von Red Bull und Red Devil.

## Ergebnisse
| Fahrer                          | Nr.                             | 1   | 2 | 3   | 4  | 5  | 6   | 7   | 8   | 9 | 10  | 11  | 12 | 13  | 14  | 15  | 16  | 17  | Punkte | Rang |
| ------------------------------- | ------------------------------- | --- | - | --- | -- | -- | --- | --- | --- | - | --- | --- | -- | --- | --- | --- | --- | --- | ------ | ---- |
| Formel-1-Weltmeisterschaft 2000 | Formel-1-Weltmeisterschaft 2000 |     |   |     |    |    |     |     |     |   |     |     |    |     |     |     |     |     | 17     | 6.   |
| H.-H. Frentzen                  | 05                              | DNF | 3 | DNF | 17 | 6  | DNF | 10  | DNF | 7 | DNF | DNF | 6  | 6   | DNF | 3   | DNF | DNF | 17     | 6.   |
| J. Trulli                       | 06                              | DNF | 4 | 15  | 6  | 12 | DNF | DNF | 6   | 6 | DNF | 9   | 7  | DNF | DNF | DNF | 13  | 12  | 17     | 6.   |

| Legende  | Legende            | Legende                                                          |
| Farbe    | Abkürzung          | Bedeutung                                                        |
| -------- | ------------------ | ---------------------------------------------------------------- |
| Gold     | –                  | Sieg                                                             |
| Silber   | –                  | 2. Platz                                                         |
| Bronze   | –                  | 3. Platz                                                         |
| Grün     | –                  | Platzierung in den Punkten                                       |
| Blau     | –                  | Klassifiziert außerhalb der Punkteränge                          |
| Violett  | DNF                | Rennen nicht beendet (did not finish)                            |
| Violett  | NC                 | nicht klassifiziert (not classified)                             |
| Rot      | DNQ                | nicht qualifiziert (did not qualify)                             |
| Rot      | DNPQ               | in Vorqualifikation gescheitert (did not pre-qualify)            |
| Schwarz  | DSQ                | disqualifiziert (disqualified)                                   |
| Weiß     | DNS                | nicht am Start (did not start)                                   |
| Weiß     | WD                 | zurückgezogen (withdrawn)                                        |
| Hellblau | PO                 | nur am Training teilgenommen (practiced only)                    |
| Hellblau | TD                 | Freitags-Testfahrer (test driver)                                |
| ohne     | DNP                | nicht am Training teilgenommen (did not practice)                |
| ohne     | INJ                | verletzt oder krank (injured)                                    |
| ohne     | EX                 | ausgeschlossen (excluded)                                        |
| ohne     | DNA                | nicht erschienen (did not arrive)                                |
| ohne     | C                  | Rennen abgesagt (cancelled)                                      |
| ohne     | keine WM-Teilnahme |                                                                  |
| sonstige | P/fett             | Pole-Position                                                    |
| sonstige | 1/2/3/4/5/6/7/8    | Punktplatzierung im Sprint-/Qualifikationsrennen                 |
| sonstige | SR/kursiv          | Schnellste Rennrunde                                             |
| sonstige | *                  | nicht im Ziel, aufgrund der zurückgelegten Distanz aber gewertet |
| sonstige | ()                 | Streichresultate                                                 |
| sonstige | unterstrichen      | Führender in der Gesamtwertung                                   |